# Carol Matas
Pour les articles homonymes, voir Matas (homonymie).
Carol Matas, née en 1949, est une écrivaine canadienne spécialisée dans la littérature pour enfants. Elle vit actuellement[Quand ?] à Winnipeg au Manitoba.

## Œuvres
- The D.N.A. Dimension - 1982
- The Fusion Factor - 1986
- Zanu - 1986
- Lisa - 1987
- Me, Myself and I - 1987
- Jesper - 1989
- Adventure in Legoland - 1991
- The Race - 1991
- Daniel's Story - 1993
- Safari Adventure in Legoland - 1993
- Sworn Enemies - 1993 (nomination au Prix du Gouverneur général)
- The Lost Locket - 1994
- The Burning Time - 1994 (nomination au Prix du Gouverneur général)
- The Primrose Path - 1995
- After the War - 1996
- The Freak - 1997
- The Garden - 1998
- Telling - 1998
- Greater Than Angels - 1998
- Cloning Miranda - 1999
- In My Enemy's House - 1999
- Rebecca - 2000
- The War Within: A Novel of the Civil War - 2001
- The Second Clone - 2001
- Footsteps in the Snow: The Red River Diary of Isobel Scott (Dear Canada) - 2002
- The Dark Clone - 2005
- Turned Away: The World War II Diary of Devorah Bernstein (Dear Canada) - 2005